# Яньху
Яньху́ (кит. упр. 盐湖, пиньинь Yánhú, буквально: «соляное озеро») — район городского подчинения городского округа Юньчэн провинции Шаньси (КНР).

## История
Ещё при империи Западная Хань здесь существовал уезд Цзесянь (解县), позднее расформированный.
При империи Северная Вэй в 487 году был создан уезд Наньаньи (南安邑县). При империи Суй он был переименован в Аньи (安邑县), а в 613 году был создан уезд Юйсян (虞乡县).
При империи Тан в 618 году вновь был создан уезд Цзесянь (解县). В 620 году был образован уезд Синлэ (兴乐县), но в 627 году он был присоединён к уезду Аньи. В 634 году уезд Цзесянь был расформирован, но в 639 году воссоздан. В 643 году уезд Цзесянь был присоединён к уезду Юйсян, но в 648 году воссоздан. В 757 году уезд Аньи был переименован в Юйи (虞邑县), но в 769 году ему было возвращено прежнее название. При империи Поздняя Хань в 948 году была образована область Цзечжоу (解州), в подчинение которой вошли уезды Аньи, Цзесянь и Вэньси. При империи Юань место, где размещались органы управления областью, получило название «Юньчэн».
При империи Мин уезд Цзесянь был расформирован, а бывшая его территория стала управляться непосредственно властями области. После Синьхайской революции в Китае была реформа административного деления, в ходе которой области были упразднены, и поэтому в 1913 году область Цзечжоу была ликвидирована, а на подчинённой непосредственно областным властям территории был вновь образован уезд Цзесянь.
В 1949 году был создан Специальный район Юньчэн (运城专区), и уезды Аньи, Юйсян и Цзесянь вошли в его состав. В 1954 году Специальный район Линьфэнь был объединён со Специальным районом Юньчэн (运城专区) в Специальный район Цзиньнань (晋南专区); при этом уезды Цзесянь и Юйсян были объединены в уезд Цзеюй (解虞县). В 1958 году уезды Аньи, Цзеюй, Юнцзи и Линьи были объединены в уезд Юньчэн (运城县). В 1961 году уезды Юнцзи и Линьи были выделены вновь.
В 1970 году Специальный район Цзиньнань был расформирован, а вместо него образованы Округ Линьфэнь (临汾地区) и Округ Юньчэн (运城地区); уезд вошёл в состав округа Юньчэн.
В 1983 году уезд Юньчэн был преобразован в городской уезд.
В 2000 году постановлением Госсовета КНР округ Юньчэн был преобразован в городской округ Юньчэн; бывший городской уезд Юньчэн стал при этом районом Яньху в его составе.

## Административное деление
Район делится на 8 уличных комитетов, 7 посёлков и 6 волостей.